# 鮋魚級潛艇
鮋魚級潛艇（或稱天蠍級、天蠍星級潛艇）為法國海军造船局（DCNS）與西班牙纳凡蒂亚公司（IZAR）聯合研發製造的常規動力潛艇。共有三種型號，即標準型、AIP型和縮小版型。鮋魚級潛艇的設計是結合了西班牙的常規動力潛艇與法國凱旋級核潛艇的部分概念。該型潛艇是作為出口國際市場導向而推出的。目前已成功銷往智利、馬來西亞、印度，另外還有巴西等國採購或委託建造中。

## 亞型規格
| 噸位 (水面)   | 1,700 t                                                    | 2,000 t                                                    | 1,450 t                                                    |                                                            |                                                            |
| 動力          | 16V396柴油機*4具、主電機*1具、MESMA系統（AIP型）           | 16V396柴油機*4具、主電機*1具、MESMA系統（AIP型）           | 16V396柴油機*4具、主電機*1具、MESMA系統（AIP型）           |                                                            |                                                            |
| 速度 (水中)   | >20節                                                      | >20節                                                      | >14節                                                      |                                                            |                                                            |
| 最大潛航深度  | >300米                                                     | >300米                                                     | >200米                                                     |                                                            |                                                            |
| 續航力 (水中) | 1,020公里 、 5 節                                          | 1,020公里 、 5 節                                          | 1,020公里 、 5 節                                          | 1,020公里 、 5 節                                          | 1,020公里 、 5 節                                          |
| 耐航力        | 50天                                                       | 50+21天                                                    | 45天                                                       |                                                            |                                                            |
| 武器裝備      | 533mm魚雷管六具最大18枚 或30枚水雷 SM.39潛射版飛魚反艦飛彈 | 533mm魚雷管六具最大18枚 或30枚水雷 SM.39潛射版飛魚反艦飛彈 | 533mm魚雷管六具最大18枚 或30枚水雷 SM.39潛射版飛魚反艦飛彈 | 533mm魚雷管六具最大18枚 或30枚水雷 SM.39潛射版飛魚反艦飛彈 | 533mm魚雷管六具最大18枚 或30枚水雷 SM.39潛射版飛魚反艦飛彈 |
| 全體乘員      | 30                                                         | 30                                                         | 22                                                         |                                                            |                                                            |

## 使用國

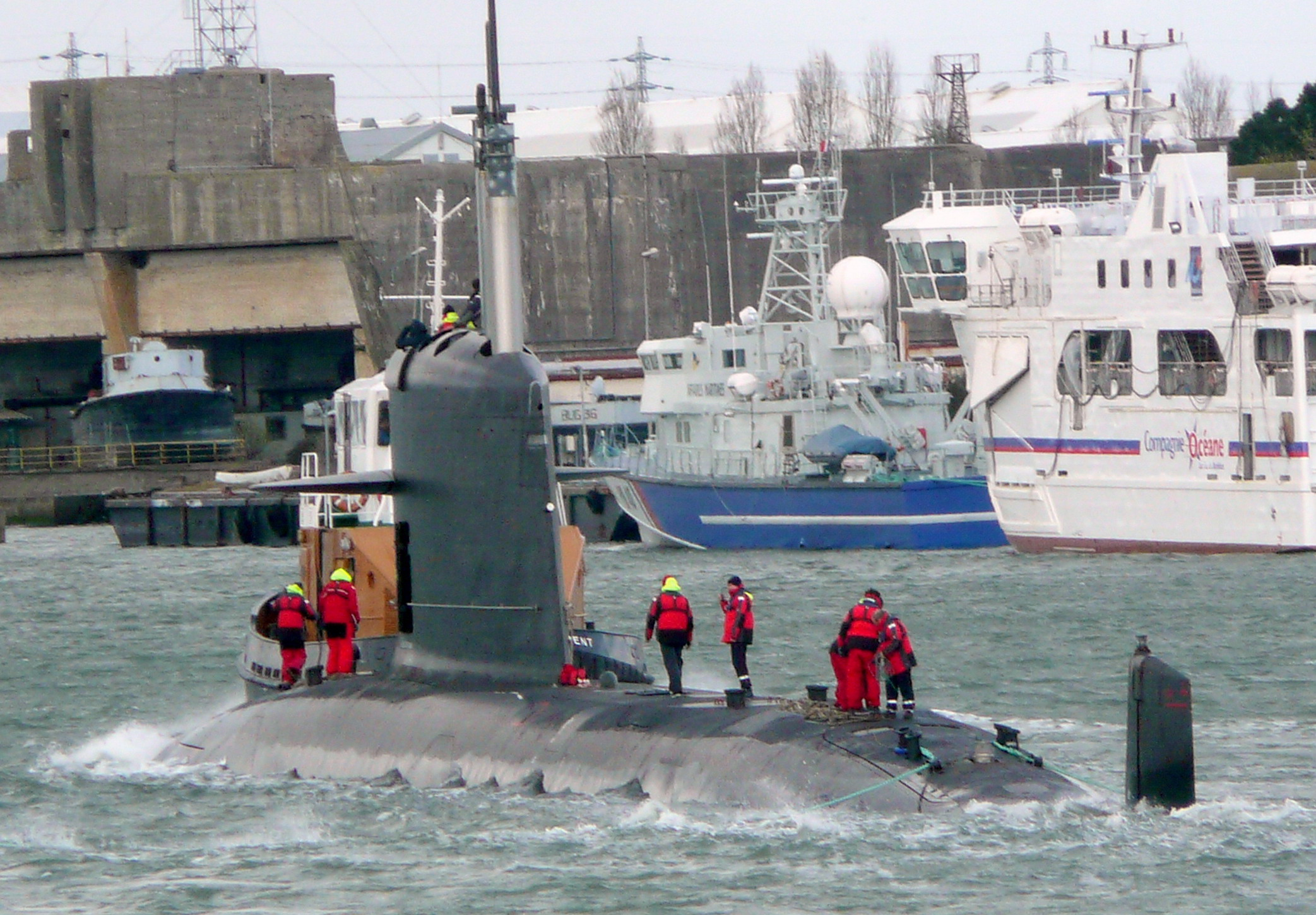
在西班牙進行試車的一艘鮋魚級潛艇

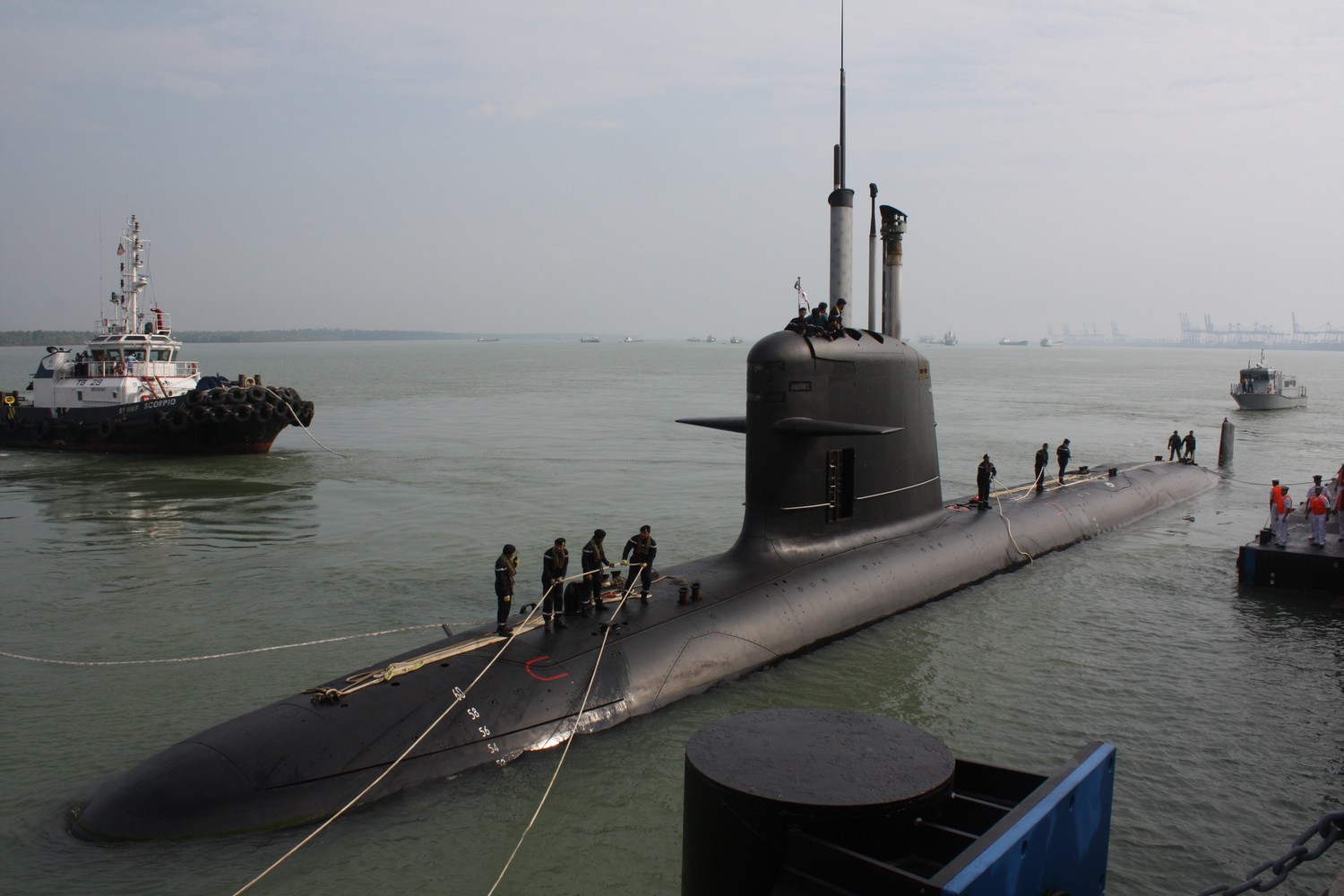
馬來西亞的鮋魚級潛艇東姑阿都拉曼號潛艇

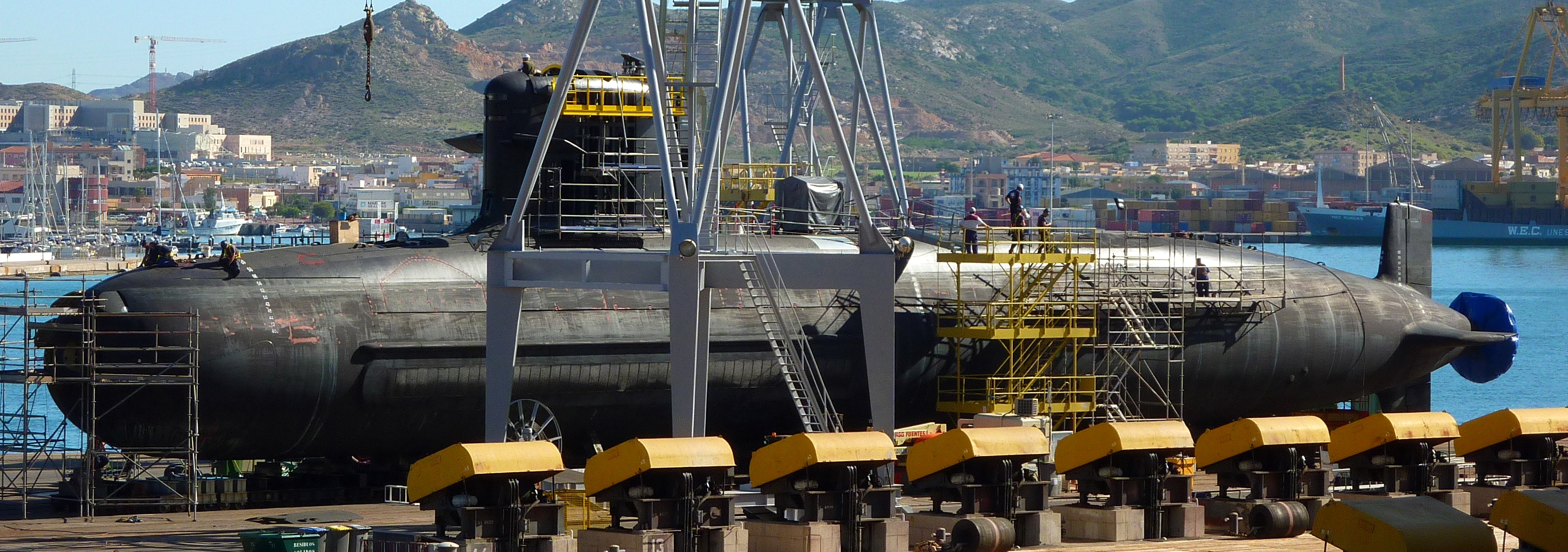
馬來西亞第二艘鮋魚級潛艇敦拉薩號在西班牙船廠準備交貨

### 智利海軍
1997年12月18日，智利政府委託建造2艘。
| 艇名                | 舷號 | 開工           | 下水日期       | 服役日期      | 狀況 |
| ------------------- | ---- | -------------- | -------------- | ------------- | ---- |
| 奧希金斯號（Q 279） | S23  | 1999年11月18日 | 2003年11月1日  | 2005年9月8日  | 在役 |
| 卡雷拉號（Q 280）   | S22  | 2000年11月     | 2004年11月24日 | 2006年7月20日 | 在役 |

### 马来西亚海軍
2002年6月5日，馬來西亞政府委託建造2艘。
| 艇名               | 舷號 | 開工          | 下水日期       | 服役日期      | 狀況 |
| ------------------ | ---- | ------------- | -------------- | ------------- | ---- |
| 東姑阿都拉曼號潛艇 |      | 2004年4月25日 | 2007年10月23日 | 2009年1月27日 | 在役 |
| 敦拉薩號潛艇       |      | 2005年4月25日 | 2008年10月8日  | 2009年11月5日 | 在役 |

### 印度海軍
虎鯊級潛艦，
2005年10月7日，印度簽購6艘，在孟買建造，其中3艘為AIP型，首艦「卡爾瓦里」（Kalvari）於2017年12月14日正式成軍，2023年再加購3艘。
| 艇名       | 舷號 | 建造商       | 下水日期       | 服役日期       | 狀況   |
| ---------- | ---- | ------------ | -------------- | -------------- | ------ |
| 卡爾瓦里號 | S21  | 馬札岡造船廠 | 2015年4月6日   | 2017年12月14日 | 在役   |
| 坎德里號   | S22  | 馬札岡造船廠 | 2017年1月12日  | 2019年9月28日  | 在役   |
| 卡蘭號     | S23  | 馬札岡造船廠 | 2018年1月31日  | 2021年3月10日  | 在役   |
| 維拉號     | S24  | 馬札岡造船廠 | 2019年5月6日   | 2021年11月25日 | 在役   |
| 瓦吉爾號   | S25  | 馬札岡造船廠 | 2020年11月12日 | 2023年1月23日  | 在役   |
| 瓦格希爾號 | S26  | 馬札岡造船廠 | 2022年4月20日  | 2025年1月15日  | 在役   |
|            |      |              |                |                | 已採購 |
|            |      |              |                |                | 已採購 |
|            |      |              |                |                | 已採購 |

### 巴西海軍
2008年12月23日，購買4艘，在巴西建造。
| 艇名       | 舷號 | 建造商         | 下水日期       | 服役日期     | 狀況 |
| ---------- | ---- | -------------- | -------------- | ------------ | ---- |
| 瑞亞楚洛號 | S40  |                | 2018年12月14日 | 2022年9月1日 | 在役 |
| 烏邁塔號   | S41  | 2020年12月11日 | 2024年1月12日  | 在役         |      |
| 托內雷洛號 | S42  | 2024年3月27日  |                | 已下水       |      |
| Angostura  | S43  |                |                |              |      |

## 丑闻
鲉鱼级潜水艇抽佣案，是马来西亚国防部在2002年至2008年期间，向法国和西班牙购买2艘鲉鱼级潜水艇与1艘奧古斯塔級潛艇涉嫌非法抽佣的舞弊事件，以及购买的金额过于昂贵而成为马来西亚最贵的军备采购争议事件。
该案件也与蒙古女郎阿尔丹杜雅·沙丽布谋杀案有间接关联。同时案件涉及法国、马来西亚和香港三地。在法国，案件已有4名法国国防企业相关人士被控。在马来西亚，除了涉事主要人物之一阿都拉萨·巴金达被法国指控之外，至今依没有任何人士被控上法庭。

## 資料來源
1. 1 2 3 4 5  . Yahoo News. 2023-07-12  [2023-07-13]. （原始内容存档于2023-07-13） （中文（臺灣））.
2. ↑  sina_mobile. . k.sina.cn. 2019-05-07  [2023-07-13]. （原始内容存档于2023-07-13）.
3. ↑  . India Today. 2025-01-15 （英语）.
4. ↑  . EFE. 14 December 2018  [2019-08-14]. （原始内容存档于2019-08-03）.
5. ↑  .   [2018-12-09]. （原始内容存档于2018-12-09）.
6. ↑  .   [2020-12-03]. （原始内容存档于2021-05-05）.
7. ↑  李伟伦. . Malaysiakini. 2010-06-24  [2020-06-18]. （原始内容存档于2021-04-10） （中文）.

## 外部連結
- Naval Technology - Scorpène description （页面存档备份，存于）
- DCN - Scorpène SSK
- Scorpene - 天蠍座型傳統動力攻擊潛艦 （页面存档备份，存于）